# João Santos (calciatore)
João dos Santos (Setúbal, 11 febbraio 1909 – ...) è stato un calciatore portoghese, di ruolo attaccante.

## Carriera
Con la Nazionale portoghese ha partecipato alle Olimpiadi nel 1928.